# Замок королей Наваррских
Олитский дворец-замок — позднеготическая резиденция наваррского короля Карла Благородного в городе Олите. Выстроена в XV веке на месте средневековых укреплений. Свой нынешний причудливый облик приобрела при генерале Франко в XX веке.
Карл III вёл строительство своей резиденции без заранее утверждённого плана, чем объясняется отсутствие какой-либо симметрии в расположении его частей. При короле Карле дворец был окружён зелёными садами. Его наследник Карл Вианский также любил бывать в Олите; именно здесь он сыграл свадьбу с Агнессой Клевской.
После оккупации Наварры испанцами в 1512 году дворец был заброшен, а его владельцы переехали на север, в беарнский замок По. Только изредка в Олите наведывались испанские вице-короли Наварры. В 1813 году был сожжён действовавшими против французов партизанами.
В 1923 году региональная администрация Наварры приняла решение о воссоздании заброшенного архитектурного ансамбля. По результатам проведённого конкурса в 1937 г. начались восстановительные работы, сделавшие Олитский замок одной из главных туристических достопримечательностей Наварры.